# ادوارد بگنال پولتن
سر ادوارد بگنال پولتن (به انگلیسی: Sir Edward Bagnall Poulton) (زاده ۲۷ ژانویه ۱۸۵۶ – درگذشته ۲۰ نوامبر ۱۹۴۳) زیست‌شناس فرگشتی بریتانیایی و مدافع مادام‌العمر انتخاب طبیعی در زمانی بود که دانشمندان بسیاری مانند رجینالد پانت در مورد اهمیت آن شک داشتند. او کلمهٔ همدردی را برای فرگشت گونه‌های یک مکان اختراع کرد و در کتابش رنگ حیوانات (۱۸۹۰) اولین کسی بود که انتخاب وابسته به فرکانس را تشخیص داد.
پولتن همچنین به خاطر کار پیشگامانه‌اش در رنگ حیوانات شناخته شده‌است. او به خاطر اختراع اصطلاح رنگ هشدار برای رنگ‌های هشدار دهنده و همین‌طور آزمایشهایش روی رنگ‌های محافظتی (استتار) به یاد آورده می‌شود.
پولتن در سال ۱۸۹۳ استاد جانورشناسی دانشگاه آکسفورد شد.